# Ancahuasi (distrito)
O Distrito peruano de Ancahuasi é um dos 9 distritos da Província de Anta, situada no Departamento de Cusco, pertenecente a  Região Cusco, Peru

## Transporte
O distrito de Ancahuasi é servido pela seguinte rodovia:
- PE-3S, que liga o distrito de La Oroya à Ponte Desaguadero (Fronteira Bolívia-Peru) - e a rodovia boliviana Ruta 1 - no distrito de Desaguadero (Região de Puno)  [1][2][3]